# Hindø
Hindø är en obebodd ö i Danmark. Den ligger i Region Mittjylland, i den västra delen av landet i Stadil Fjord och var bebodd till på 1950-talet. Ön är ett naturskyddsområde och har broförbindelse med Jylland.